# 보리스 아사피예프

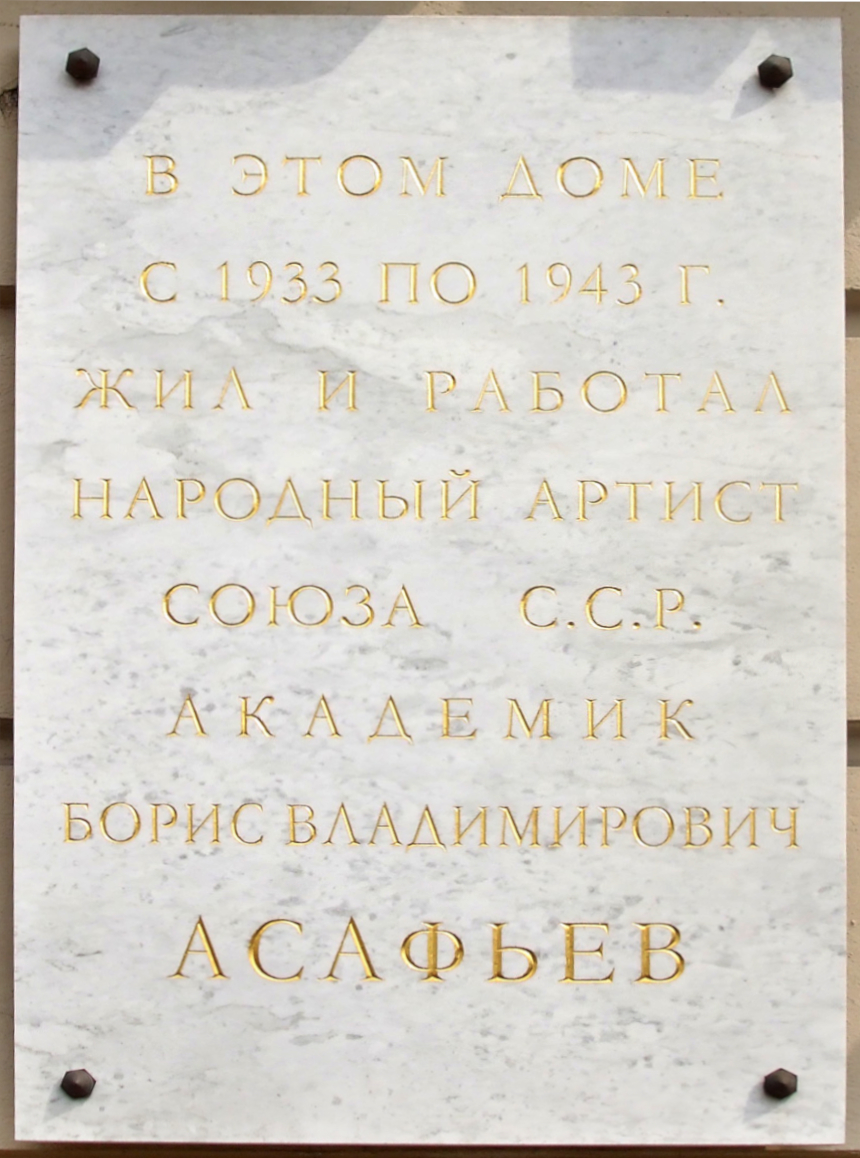

보리스 블라디미로비치 아사피예프(러시아어: Борис Владимирович Асафьев, 1884년 ~ 1949년)는 러시아 발레 음악의 창조자로서 유명하며, 이고리 그레보프의 필명으로 음악연구서를 썼으며, 러시아의 대표적 음악학자로서도 권위가 있다.

## 생애
1884년 7월 29일(구력 17일) 상트페테르부르크에서 태어나고 1949년에 모스크바에서 별세하였다. 1908년 상트페테르부르크 대학 역사철학과를 졸업하고, 1910년에 음악원에 들어가 리야도프에게서 작곡을 배웠다. 1925년부터 음악원 교수가 되었다. 1910년부터 1937년에 걸쳐서 마린스키 극장, 모스크바 볼쇼이 극장, 키로프 기념극장의 고문 겸 작곡가가 되었다. 1925년부터 음악원의 음악사 및 음악이론 교수, 1943년까지 포위된 레닌그라드(현재의 상트페레르부르크)에 있었으나, 1943년부터는 모스크바로 이사하고, 음악원 교수·구소련 과학아카데미 예술사연구소 최고참 연구소원 등 음악학자로서 중요한 지위에 올라, 1947년에는 구소련 국민예술가 칭호를 받았다.

## 작품 세계
그의 연구논문은 매우 많아, <선집(選集)>이 간행되었으며, 그중에서도 초기의 <러시아 음악>, <글린카>(1947)가 유명하다. 가극, 발레, 기악곡, 극의 부대음악 등 작품의 수는 많으나, 그 중에서도 발레곡은 20곡에 달하고 있다. 그 중에서 <파리의 불길>(1932)과 <바프티살라이의 샘>이 대표작으로 되어 있다. 전자는 1789년의 프랑스 혁명을 테마로 한 것인데, 프랑스 혁명 때 노래 불렸던 민요의 모티프를 교묘히 사용하여 민중의 기쁨을 생기발랄하게 표현하고, 피레네의 바스크족의 활발한 춤리듬과 멜로디를 써서 민중의 혁명적 에너지를 참으로 선명하게 표현하였다. 매우 맑은 관현악법, 특히 금관악기 울림은 밝고 건강하다. 후자는 알렉산드르 푸시킨의 시로 노래된 슬픈 이야기이며, 고전적인 낭만파 발레양식으로 된 서정적인 작품으로, 러시아 발레 음악의 걸작 가운데 하나로 되어 있다.